# Irwin Rose
Irwin A. Rose (n. 16 iulie 1926, New York City, New York, SUA – d. 2 iunie 2015, Deerfield⁠(d), Massachusetts, SUA) a fost un chimist evreu-american, laureat al Premiului Nobel pentru chimie (2004).